# Jan Popek
Jan Popek (ur. 29 stycznia 1942 w Korytynie, zm. 25 grudnia 1980 w Lublinie) – polski malarz i grafik.

## Życiorys
W 1961 ukończył Państwowe Liceum Sztuk Plastycznych w Zamościu i rozpoczął studia na Akademii Sztuk Pięknych w Warszawie. Studiował tam w latach 1961–1967 na Wydziale Malarstwa i Grafiki, obrał dwie specjalizacje równolegle, były to malarstwo ścienne i grafika. Jego wykładowcami byli m.in. Aleksander Rafałowski, Andrzej Jurkiewicz, Artur Nacht-Samborski, Andrzej Rudziński i Józef Pakulski. Po ukończeniu studiów powrócił do Zamościa i zatrudnił się w liceum do którego sam kiedyś uczęszczał. Po skandalu wywołanym prezentacją gwaszy z aktami kobiecymi Jan Popek opuścił Zamość i przeniósł się do Lublina. W 1972 został pracownikiem UMCS, wykładał malarstwo i rysunek w Instytucie Wychowania Artystycznego. We wrześniu 1975 otrzymał stanowisko adiunkta.

## Najważniejsze wystawy
- 1965 w Klubie Studenckim Dziekanka w Warszawie
- 1967 w BWA w Zamościu
- 1967 w Bejrucie (Liban)
- 1973 w Lublinie (uznawana za najważniejszą w twórczości artysty)